# Kiedrowyj (Kraj Krasnojarski)
Kiedrowyj – osiedle typu miejskiego w Rosji, w Kraju Krasnojarskim. W 2010 roku liczyło 4692 mieszkańców.